# Монлеон-Маньоак
Монлео́н-Маньоа́к (фр. Monléon-Magnoac, окс. Montlion) — коммуна во Франции, находится в регионе Юг — Пиренеи. Департамент — Верхние Пиренеи. Входит в состав кантона Кастельно-Маньоак. Округ коммуны — Тарб.
Код INSEE коммуны — 65315.

## География
Коммуна расположена приблизительно в 640 км к югу от Парижа, в 85 км юго-западнее Тулузы, в 37 км к востоку от Тарба.
По территории коммуны протекают реки Жер, Жимон и Сье.

## Климат
Климат умеренно-океанический с солнечной тёплой погодой и обильными осадками на протяжении практически всего года.

## Население
Население коммуны на 2010 год составляло 447 человек.
| 1962 | 1968 | 1975 | 1982 | 1990 | 1999 | 2010 |
| ---- | ---- | ---- | ---- | ---- | ---- | ---- |
| 574  | 550  | 511  | 428  | 385  | 361  | 447  |

## Администрация
| Период | Период | Фамилия    | Партия | Примечания |
| ------ | ------ | ---------- | ------ | ---------- |
| 2001   | 2020   | Жерар Барт |        |            |

## Экономика
В 2010 году среди 271 человека трудоспособного возраста (15-64 лет) 160 были экономически активными, 111 — неактивными (показатель активности — 59,0 %, в 1999 году было 63,9 %). Из 160 активных жителей работали 146 человек (79 мужчин и 67 женщин), безработных было 14 (6 мужчин и 8 женщин). Среди 111 неактивных 36 человек были учениками или студентами, 49 — пенсионерами, 26 были неактивными по другим причинам.

## Достопримечательности
- Церковь XV века. Исторический памятник с 1989 года[4]
- Часовня Нотр-Дам и монастырские постройки (XVI век). Исторический памятник с 1924 года[5]
- Бывший дом паломников, или особняк Гарезон (XIV век). Исторический памятник с 1973 года[6]
- Укреплённые ворота. Исторический памятник с 1933 года[7]